# Rhodostrophia tremiscens
Rhodostrophia tremiscens là một loài bướm đêm trong họ Geometridae.